# Коефіцієнт обіговості активів
Коефіцієнт обіговості активів (англ. asset turnover) — фінансовий показник, що розраховується як відношення обороту компанії до середньорічної величини сумарних активів. Характеризує ефективність використання ресурсів, залучених для організації виробництва. Є показником, побічно відображає потенційну рентабельність роботи компанії.

## Формула розрахунку
TAT = Обсяг продажу / Середні сумарні активи
де: Обсяг продажу — річний оборот компанії.
Середні сумарні активи — середньорічне значення сумарних активів (зазвичай визначається як сума на початок і на кінець року, поділена навпіл).

При використанні даних звіту про прибутки і збитки не за рік, а за інший період, значення обсягу продажів має бути відповідним чином скоригована.
Показник характеризує ефективність використання компанією всіх наявних у розпорядженні ресурсів, незалежно від джерел їх залучення. Даний коефіцієнт показує скільки разів за рік відбувається повний цикл виробництва та обігу, що приносить ефект у вигляді прибутку. При розгляді цього показника слід враховувати галузеву специфіку.
Згідно з міжнародними стандартами бізнес-планування застосовується як один з фінансових показників ефективності бізнес-планів.